# Lista odcinków serialu Dobre miejsce
Poniżej znajduje się lista odcinków serialu telewizyjnego Dobre miejsce – emitowanego przez amerykańską stację telewizyjną  NBC od 19 września 2016 roku. W Polsce jest udostępniany przez platformę Netflix od 21 września 2017 roku.
| Sezon | Sezon | Odcinki | Oryginalna emisja | Oryginalna emisja | Polska emisja Netflix | Polska emisja Netflix | Polska emisja Netflix |
| Sezon | Sezon | Odcinki | Premiera sezonu   | Finał sezonu      | Premiera sezonu       | Finał sezonu          |                       |
| ----- | ----- | ------- | ----------------- | ----------------- | --------------------- | --------------------- | --------------------- |
|       | 1     | 13      | 19 września 2016  | 19 stycznia 2017  | 21 września 2017      | 21 września 2017      |                       |
|       | 2     | 13      | 20 września 2017  | 1 lutego 2018     | 21 września 2017      | 2 lutego 2018         |                       |
|       | 3     | 13      | 27 września 2018  | 24 stycznia 2019  | 28 września 2018      | 25 stycznia 2019      |                       |
|       | 4     | 14      | 26 września 2019  | 30 stycznia 2020  | 27 września 2019      | 31 stycznia 2020      |                       |

## Sezon 1 (2016-2017)
| Nr | #  | Tytuł                         | Reżyseria            | Scenariusz                | Premiera NBC         | Premiera Netflix |
| -- | -- | ----------------------------- | -------------------- | ------------------------- | -------------------- | ---------------- |
| 1  | 1  | Chapter 1: Pilot              | Drew Goddard         | Michael Schur             | 19 września 2016     | 21 września 2017 |
| 2  | 2  | Chapter 2: Flying             | Michael McDonald     | Alan Yang                 | 19 września 2016     | 21 września 2017 |
| 3  | 3  | Chapter 3: Tahani Al-Jamil    | Beth McCarthy-Miller | Aisha Muharrar            | 22 września 2016     | 21 września 2017 |
| 4  | 4  | Chapter 4: Jason Mendoza      | Payman Benz          | Joe Mande                 | 29 września 2016     | 21 września 2017 |
| 5  | 5  | Category 55 Doomsday Crisis   | Morgan Sackett       | Matt Murray               | 6 października 2016  | 21 września 2017 |
| 6  | 6  | What We Owe to Eachother      | Tucker Gates         | Dylan Morgan, Josh Siegal | 13 października 2016 | 21 września 2017 |
| 7  | 7  | The Eternal Shriek            | Trent O’Donnell      | Megan Amram               | 20 października 2016 | 21 września 2017 |
| 8  | 8  | Most Improved Player          | Tristram Shapeero    | Dan Schofield             | 27 października 2016 | 21 września 2017 |
| 9  | 9  | ..Someone Like Me as a Member | Dean Holland         | Jen Statsky               | 3 listopada 2016     | 21 września 2017 |
| 10 | 10 | Chidi's Place                 | Linda Mendoza        | Demi Adejuyigbe           | 5 stycznia 2017      | 21 września 2017 |
| 11 | 11 | What's My Motivation          | Lynn Shelton         | Andrew Law                | 12 stycznia 2017     | 21 września 2017 |
| 12 | 12 | Mindy St. Claire              | Dean Holland         | Megan Amram, Jen Statsky  | 19 stycznia 2017     | 21 września 2017 |
| 13 | 13 | Michael's Gambit              | Michael Schur        | Michael Schur             | 19 stycznia 2017     | 21 września 2017 |

## Sezon 2 (2017-2018)
| Nr | #  | Tytuł                          | Reżyseria            | Scenariusz                 | Premiera NBC         | Premiera Netflix     |
| -- | -- | ------------------------------ | -------------------- | -------------------------- | -------------------- | -------------------- |
| 14 | 1  | Everything Is Great            | Trent O’Donnell      | Jen Statsky                | 20 września 2017     | 21 września 2017     |
| 15 | 2  | Everything Is Great! (Part 2)  | Trent O’Donnell      | Jen Statsky                | 20 września 2017     | 21 września 2017     |
| 16 | 3  | Dance Dance Resolution         | Drew Goddard         | Megan Amram                | 28 września 2017     | 29 września 2017     |
| 17 | 4  | Team Cockroach                 | Morgan Sackett       | Dan Schofield              | 5 października 2017  | 6 października 2017  |
| 18 | 5  | Existential Crisis             | Beth McCarthy-Miller | Andrew Law                 | 12 października 2017 | 13 października 2017 |
| 19 | 6  | The Trolley Problem            | Dean Holland         | Josh Siegal, Dylan Morgan  | 19 października 2017 | 20 października 2017 |
| 20 | 7  | Janet and Michael              | Dean Holland         | Kate Gersten               | 26 października 2017 | 27 października 2017 |
| 21 | 8  | Derek                          | Jude Weng            | Cord Jefferson             | 2 listopada 2017     | 3 listopada 2017     |
| 22 | 9  | Leap to Faith                  | Linda Mendoza        | Christopher Encell         | 4 stycznia 2018      | 5 stycznia 2018      |
| 23 | 10 | Best Self                      | Julie Anne Robinson  | Tyler Straessle            | 11 stycznia 2018     | 12 stycznia 2018     |
| 24 | 11 | Rhonda, Diana, Jake, and Trent | Alan Yang            | Jen Statsky, Dan Schofield | 18 stycznia 2018     | 19 stycznia 2018     |
| 25 | 12 | The Burrito                    | Dean Holland         | Megan Amram & Joe Mande    | 25 stycznia 2018     | 26 stycznia 2018     |
| 26 | 13 | Somewhere Else                 | Michael Schur        | Michael Schur              | 1 lutego 2018        | 2 lutego 2018        |

## Sezon 3 (2018-2019)
| Nr | #  | Tytuł                               | Reżyseria            | Scenariusz                     | Premiera NBC         | Premiera Netflix     |
| -- | -- | ----------------------------------- | -------------------- | ------------------------------ | -------------------- | -------------------- |
| 27 | 1  | Everything Is Bonzer! (Part 1)      | Dean Holland         | Jen Statsky, Michael Schur     | 27 września 2018     | 28 września 2018     |
| 28 | 2  | Everything Is Bonzer! (Part 2)      | Dean Holland         | Jen Statsky                    | 27 września 2018     | 28 września 2018     |
| 29 | 3  | The Brainy Bunch                    | Jude Weng            | Dan Schofield                  | 4 października 2018  | 5 października 2018  |
| 30 | 4  | The Snowplow                        | Beth McCarthy-Miller | Joe Mande                      | 11 października 2018 | 12 października 2018 |
| 31 | 5  | Jeremy Bearimy                      | Trent O'Donnell      | Megan Amram                    | 18 października 2018 | 19 października 2018 |
| 32 | 6  | The Ballad of Donkey Doug           | Rebecca Asher        | Matt Murray                    | 25 października 2018 | 26 października 2018 |
| 33 | 7  | A Fractured Inheritance             | Beth McCarthy-Miller | Kassia Miller                  | 1 listopada 2018     | 2 listopada 2018     |
| 34 | 8  | The Worst Possible Use of Free Will | Claire Scanlon       | Cord Jefferson                 | 8 listopada 2018     | 9 listopada 2018     |
| 35 | 9  | Don't Let the Good Life Pass You By | Dean Holland         | Andrew Law                     | 15 listopada 2018    | 16 listopada 2018    |
| 36 | 10 | Janet(s)                            | Morgan Sackett       | Josh Siegal, Dylan Morgan      | 6 grudnia 2018       | 7 grudnia 2018       |
| 37 | 11 | The Book of Dougs                   | Ken Whittingham      | Kate Gersten                   | 10 stycznia 2019     | 11 stycznia 2019     |
| 38 | 12 | Chidi Sees the Time-Knife           | Jude Weng            | Christopher Encell & Joe Mande | 17 stycznia 2019     | 18 stycznia 2019     |
| 39 | 13 | Pandemonium                         | Michael Schur        | Megan Amram, Jen Statsky       | 24 stycznia 2019     | 25 stycznia 2019     |

## Sezon 4 (2019-2020)
| Nr | #  | Tytuł                           | Reżyseria                 | Scenariusz                | Premiera NBC         | Premiera Netflix     |
| -- | -- | ------------------------------- | ------------------------- | ------------------------- | -------------------- | -------------------- |
| 40 | 1  | A Girl from Arizona (Part 1)    | Drew Goddard              | Andrew Law, Kassia Miller | 26 września 2019     | 27 września 2019     |
| 41 | 2  | A Girl from Arizona (Part 2)    | Drew Goddard              | Andrew Law, Kassia Miller | 3 października 2019  | 4 października 2019  |
| 42 | 3  | Chillaxing                      | Anya Adams                | Aisha Muharrar            | 10 października 2019 | 11 października 2019 |
| 43 | 4  | Tinker, Tailor, Demon, Spy      | Morgan Sackett            | Cord Jefferson            | 17 października 2019 | 18 października 2019 |
| 44 | 5  | Employee of the Bearimy         | Beth McCarthy-Miller      | Joe Mande                 | 24 października 2019 | 25 października 2019 |
| 45 | 6  | A Chip Driver Mystery           | Steve Day                 | Lizzy Pace                | 31 października 2019 | 1 listopada 2019     |
| 46 | 7  | Help Is Other People            | Beth McCarthy-Miller      | Dave King                 | 7 listopada 2019     | 8 listopada 2019     |
| 47 | 8  | The Funeral to End All Funerals | Kristen Bell              | Josh Siegal, Dylan Morgan | 14 listopada 2019    | 15 listopada 2019    |
| 48 | 9  | The Answer                      | Valeria Migliassi Collins | Dan Schofield             | 21 listopada 2019    | 22 listopada 2019    |
| 49 | 10 | You've Changed, Man             | Rebecca Asher             | Matt Murray               | 9 stycznia 2020      | 10 stycznia 2020     |
| 50 | 11 | Mondays, Am I Right?            | Rebecca Asher             | Jen Statsky               | 16 stycznia 2020     | 17 stycznia 2020     |
| 51 | 12 | Patty                           | Morgan Sackett            | Megan Amram               | 23 stycznia 2020     | 24 stycznia 2020     |
| 52 | 13 | Whenever You're Ready (Part 1)  | Michael Schur             | Michael Schur             | 30 stycznia 2020     | 31 stycznia 2020     |
| 53 | 14 | Whenever You're Ready (Part 2)  | Michael Schur             | Michael Schur             | 30 stycznia 2020     | 31 stycznia 2020     |